# Buck-Tick
I Buck-Tick (stilizzato BUCK-TICK) sono una band rock giapponese fondata a Fujioka nel 1983.
Dal 1985 al 2023 il gruppo è stato formato dal cantante Atsushi Sakurai, il chitarrista Hisashi Imai, il chitarrista Hidehiko Hoshino, il bassista Yutaka Higuchi e il batterista Toll Yagami; alla fine del 2023 Sakurai è morto per un malore improvviso lasciando la band senza cantante, ma ancora attiva.
Nel corso della loro carriera, il gruppo ha sperimentato numerosi generi (rock and roll, post-punk, new wave, goth, musica elettronica ed elementi ambient ed industrial).
Sono considerati insieme agli X Japan pionieri del visual kei, essendo tra i primi esponenti del movimento.

## Il nome
Buck-tick è lo spelling creativo della parola bakuchiku (爆竹?), termine giapponese che vuol dire "petardo". Inoltre, per esplicita scelta stilistica, fin dall'inizio il nome della band viene scritto in maiuscolo: la scelta di dare un valore grafico al nome della band è una consuetudine estremamente comune nel visual kei.

## Storia del gruppo

### Formazione (1983–1985)
I Buck-Tick si sono formati nel 1983. Tutti e cinque i membri vivevano a Fujioka, nella prefettura di Gunma. Hisashi Imai ebbe l'idea originale di creare la band, nonostante al tempo non sapesse suonare nessuno strumento. Recruitò per primo il suo amico Yutaka Higuchi, e insieme iniziarono a fare pratica—Imai con la chitarra e Higuchi col basso. Higuchi chiese a Hidehiko Hoshino, suo amico fin dal primo anno del liceo, di unirsi a sua volta. Higuchi cercò di convincere Hoshino di essere il cantante perché di bell'aspetto, ma Hoshino era più interessato a suonare la chitarra e non voleva essere al centro dei riflettori, così al suo posto Araki, un amico di Imai, divenne il cantante. Atsushi Sakurai, un ragazzo solitario nella classe di Imai, si offrì di diventare il batterista.

## Formazione

### Formazione attuale
- Hisashi Imai (今井 寿?), 21/10/1965 – chitarra, theremin, campionatore, cori (1983–presente)
- Hidehiko "Hide" Hoshino (星野 英彦?), 16/06/1966 – chitarra e tastiera (1983–presente)
- Yutaka "U-ta" Higuchi (桶口 豊?), 24/01/1967 – basso (1983–presente)
- Toll Yagami (ヤガミ・トール?), vero nome Takashi Higuchi (樋口 隆?), 19/08/1962 – batteria e percussioni (1985–presente)

### Ex membri
- Araki (アラキ) – voce (1983–1985)
- Atsushi Sakurai (櫻井 敦司?), 07/03/1966-19/10/2023 – voce, sassofono (1985-2023)

## Discografia

### Album in studio
- 1987 - Hurry Up Mode
- 1987 - Sexual ×××××!
- 1988 - Seventh Heaven
- 1989 - Taboo
- 1990 - Aku no hana (悪の華?)
- 1991 - Kurutta taiyō
- 1993 - darker than darkness -style 93-
- 1995 - Six/Nine
- 1996 - Cosmos
- 1997 - Sexy Stream Liner
- 2000 - One Life, One Death
- 2002 - Kyokutō I Love You (極東 I LOVE YOU?)
- 2003 - Mona Lisa Overdrive
- 2005 - Jūsan-kai wa gekkō (十三階は月光?)
- 2007 - Tenshi no revolver
- 2009 - Memento mori
- 2010 - Razzle Dazzle
- 2012 - Yumemiru uchū (夢見る宇宙?)
- 2014 - Arui wa anarchy (或いはアナーキー?)
- 2016 - Atom Miraiha No.9 (アトム 未来派 No.9?)
- 2018 - No.0 (No.0?)
- 2020 - Abracadabra (ABRACADABRA?)
- 2023 - Izora (異空 -IZORA-?)

#### Mini-album
- 1988 - Romanesque
- 1998 - LTD

#### Album dal vivo
- 1998 - Sweet Strange Love Disc
- 2001 - One Life, One Death Cut Up
- 2004 - At the Night Side

### Raccolte
- 1995 - Catalogue 1987-1995
- 1999 - BT
- 2000 - 97BT99
- 2001 - Super Value Buck-Tick
- 2005 - Dress (Bloody Trinity Mix)
- 2005 - Catalogue 2005
- 2012 - Catalogue Victor→Mercury 87-99
- 2012 - Catalogue Ariola 00-10

### Remix e self-cover album
- 1990 - Hurry Up Mode (1990Mix); remix integrale dell'album Hurry Up Mode
- 1990 - Symphonic Buck-Tick in Berlin; riarrangiamenti sinfonici eseguiti con la Berliner Sinfonie Orchester
- 1992 - Koroshi no shirabe This is NOT Greatest Hits (殺シノ調ベ This is NOT Greatest Hits?); riarrangiamenti
- 1994 - Shapeless; compilation di remix

### Singoli
- 1986 - To-Search
- 1988 - Just One More Kiss
- 1990 - Aku no hana
- 1991 - Speed
- 1991 - Mad
- 1991 - Jupiter
- 1993 - Dress
- 1993 - Die
- 1995 - Uta
- 1995 - Kodō
- 1995 - Mienai mono wo miyō to suru gokai Subete gokai da
- 1996 - Candy (キャンディ?)
- 1997 - Heroine
- 1998 - Sasayaki
- 1998 - Gessekai
- 1999 - Barn-New Lover
- 1999 - Miu
- 2000 - Glamorous
- 2001 - 21st Cherry Boy
- 2002 - Kyokutō yori ai wo komete
- 2003 - Zangai
- 2003 - Gensō no hana
- 2005 - Romance
- 2006 - Kagerō
- 2007 - Rendezvous
- 2007 - Alice in Wonder Underground
- 2008 - Heaven
- 2009 - Galaxy
- 2010 - Dokudanjō Beauty
- 2010 - Kuchizuke
- 2012 - Elise no tame ni (エリーゼのために?)
- 2012 - Miss Take ~Boku wa Mis · Take~ (Miss Take 〜僕はミス・テイク〜?)

### Partecipazioni
- 1999 - AA.VV. Hide Tribute Spirit, con il brano Doubt '99
- 2006 - AA.VV. Death note Tribute, con il brano Diabolo -Lucifer-
- 2008 - AA.VV. Sirius ~Tribute to Ueda Gen~, con il brano Hameln
- 2012 - AA.VV. Romantist ~The Stalin · Endō Michirō Tribute Album~, con il brano Omae no inu ni naru

### Tributi ai Buck-Tick
- 2005 - AA.VV. Parade ~Respective Tracks of Buck-Tick~
- 2012 - AA.VV. Parade II - Respective Tracks of Buck-Tick